# Кравцов, Ольгерд Тихонович
Кравцов Ольгерд Тихонович (белор. Краўцоў Альгерд Ціханавіч; 6 июля 1912 — 12 декабря 1993) — Герой Советского Союза, во время Великой Отечественной войны — майор, командир 15-го отдельного моторизованного понтонно-мостового батальона (6-я понтонно-мостовая бригада, 3-я гвардейская танковая армия, 1-й Украинский фронт).

## Биография
Родился 6 июля 1912 года в деревне Заболотье, ныне Буда-Кошелёвского района Гомельской области Республики Беларусь, в семье крестьянина, белорус.
Учился в Ленинградском ветеринарном институте. В Красной Армии с 1936 года — в Ленинградском военно-инженерном училище, которое окончил в 1938 году. Член ВКП(б)/КПСС с 1941 года.
Участник Великой Отечественной войны с 1941 года. С 1942 года на Юго-Западном, Сталинградском, Донском, Воронежском и 1-м Украинском фронтах.

### Подвиг
Звание Героя Советского Союза с вручением ордена Ленина и медали «Золотая Звезда» О. Т. Кравцову присвоено 10 апреля 1945 года за отвагу и мужество, проявленные при форсировании реки Висла. Майор Кравцов в ночь на 31 июля 1944 под вражеским огнём организовал переправу танков и артиллерии через р. Висла в районе города Баранув-Сандомерски (Польша). Батальон во главе с майором Кравцовым отбил контратаки противника, и, захватив господствующие высоты, удержал плацдарм до подхода подкрепления. Кроме того, наводил переправы для войск под огнём противника на реках Дон, Северский Донец, Днепр, Южный Буг, Одер, Шпрее, Эльба.

### Мирная жизнь
После войны продолжал службу в армии. В 1950 году окончил Военную академию им. М. В. Фрунзе. Был военным советником в Венгрии.
С 1961 года находился в отставке. В период с 1965 по 1967 годы работал в Ростовском высшем военном командно-инженерном училище.

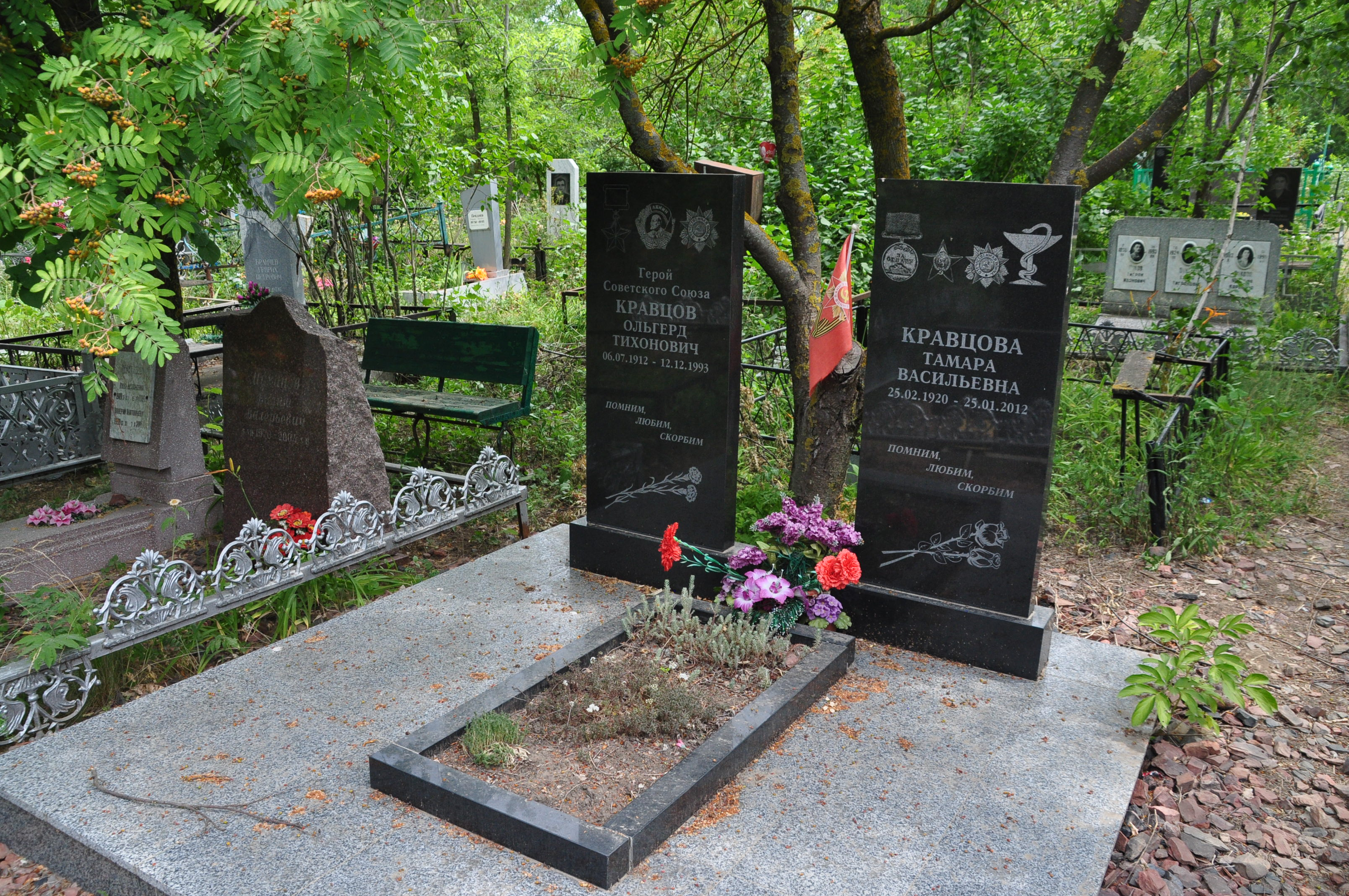
Памятник на могиле Героя Советского Союза Кравцова Ольгерда Тихоновича на Северном кладбище Ростова-на-Дону.

Умер 12 декабря 1993 года. Похоронен на Северном кладбище в Ростове-на-Дону.

## Память
- На доме в Ростове-на-Дону, где жил Герой, установлена мемориальная доска.
- В честь Героя названа школа N30 в Ростове-на-Дону.

## Награды и звания
- Медаль «Золотая Звезда»;
- два ордена Ленина;
- два ордена Красного Знамени;
- орден Кутузова III степени;
- два ордена Отечественной войны I степени;
- орден Отечественной войны II степени;
- два ордена Красной Звезды;
- медаль «За боевые заслуги».